# Parafia św. Pawła Apostoła w Bochni
Parafia Świętego Pawła Apostoła – rzymskokatolicka parafia, mieszcząca się przy ulicy Stanisława Wyspiańskiego 25A w Bochni, należąca do dekanatu Bochnia Zachód w diecezji tarnowskiej.
W skład terytorium parafii wchodzi część miasta Bochnia z ulicami: Brodzińskiego, Czerwieniec, Dąbrowskiego, Dębnik, Dołuszycka, Gipsowa, Goslara, Hoszarda, Kazimierza Wielkiego, Kolanowska, Krakowskie Przedmieście, Krakowska, Maissa, Nowy Świat, Pagórek, Podgórca, Rydla, Samlickiego, Strzelecka, Wiśnicka, Witosa, Wyspiańskiego, Zalesie oraz Osiedla: Windakiewicza - bloki: 18, 20, 22, 24, 26, 28; Niepodległości - ul. Legionów Polskich: bl. 5, 6, 9, 10, 11, 12, 14, 16, 20, 22, 24, 26, 28, 30, 32, 34; ul. Gen. Czumy: bl. 3, 4, 5, 6 i ul. Gen. Jakubowskiego: bl. 3, 6, 8, 14.

## Historia parafii
24 kwietnia 1981 roku w zachodniej części Bochni zostało poświęcone miejsce pod budowę nowego kościoła. W czerwcu 1982 roku nastąpiło wmurowanie węgla kamiennego. 25 maja 1984 roku, dekretem ówczesnego biskupa tarnowskiego Jerzego Ablewicza, powstała nowa parafia św. Pawła Apostoła. W czerwcu tego samego roku mieszkańcy parafii brali udział w pierwszej mszy świętej. W 1998 roku parafia została siedzibą dekanatu Bochnia Zachód. Do parafii należy położony przy ulicy Edwarda Windakiewicza cmentarz parafialny św. Rozalii, na którym pochowany jest m.in. redemporysta o. Władysław Całka. Proboszczem parafii został budowniczy kościoła ksiądz prałat Jan Nowakowski. Po jego przejściu na emeryturę w 2018 roku, dekretem biskupa tarnowskiego Andrzeja Jeża, probostwo objął dotychczasowy prorektor Wyższego Seminarium Duchownego w Tarnowie, ks. dr Leszek Rojowski.

## Kaplice i święte figury
Na terenie parafii znajdują się dwie murowane kaplice:
- kaplica Matki Bożej Różańcowej (wybudowana w połowie lat trzydziestych XX wieku, położona przy ul. Kolanowskiej),
- kaplica św. Rozalii (zbudowana w 1831 roku, położona jest przy ul. Krakowskiej),

ponadto:
- kapliczka z XIX-wiecznym obrazem św. Stanisława Biskupa (położona przy ul. Wiśnickiej),
- kamienna figura Trójcy Świętej (wykonana w 1898 roku w zakładzie rzeźbiarskim Wojciecha Samka z Bochni, położona przy ul. Kazimierza Brodzińskiego)[3].

## Proboszczowie
- ks. Jan Nowakowski – 1984–2018
- ks. Leszek Rojowski – od 2018[4]

## Szkoły i przedszkola na terenie parafii
- Miejskie Przedszkole nr 1 przy ul. gen. Tadeusza Jakubowskiego,
- Miejskie Przedszkole nr 2 przy ul. Legionów Polskich,
- Publiczna Szkoła Podstawowa nr 5 im. Jana Matejki przy ul. Kazimierza Wielkiego,
- Publiczna Szkoła Podstawowa nr 7 im. Jana Pawła II przy ul. gen. Tadeusza Jakubowskiego,
- Zespół Szkół nr 1 im. Stanisława Staszica przy ul. Edwarda Windakiewicza.